# Frans de Loë-Imstenraedt
François-Charles-Antoine de Loë-Imstenraedt, ook Frantz Carl Anton von Loë-Imstenraedt, baron van Mheer, Imstenraedt en Sint-Martens-Voeren, (Mheer, Kasteel van Mheer 22 juni 1789 - aldaar, 17 juni 1838) was een van oorsprong Zuid-Nederlands militair, politicus en bestuurder. Hij geldt als een van de voormannen van de Belgische Revolutie van 1830 en was van oktober 1830 tot april 1831 de eerste gouverneur van de Belgische provincie Limburg. Daarna was hij enige jaren Belgisch senator en burgemeester van de toen eveneens Belgische gemeente Mheer.

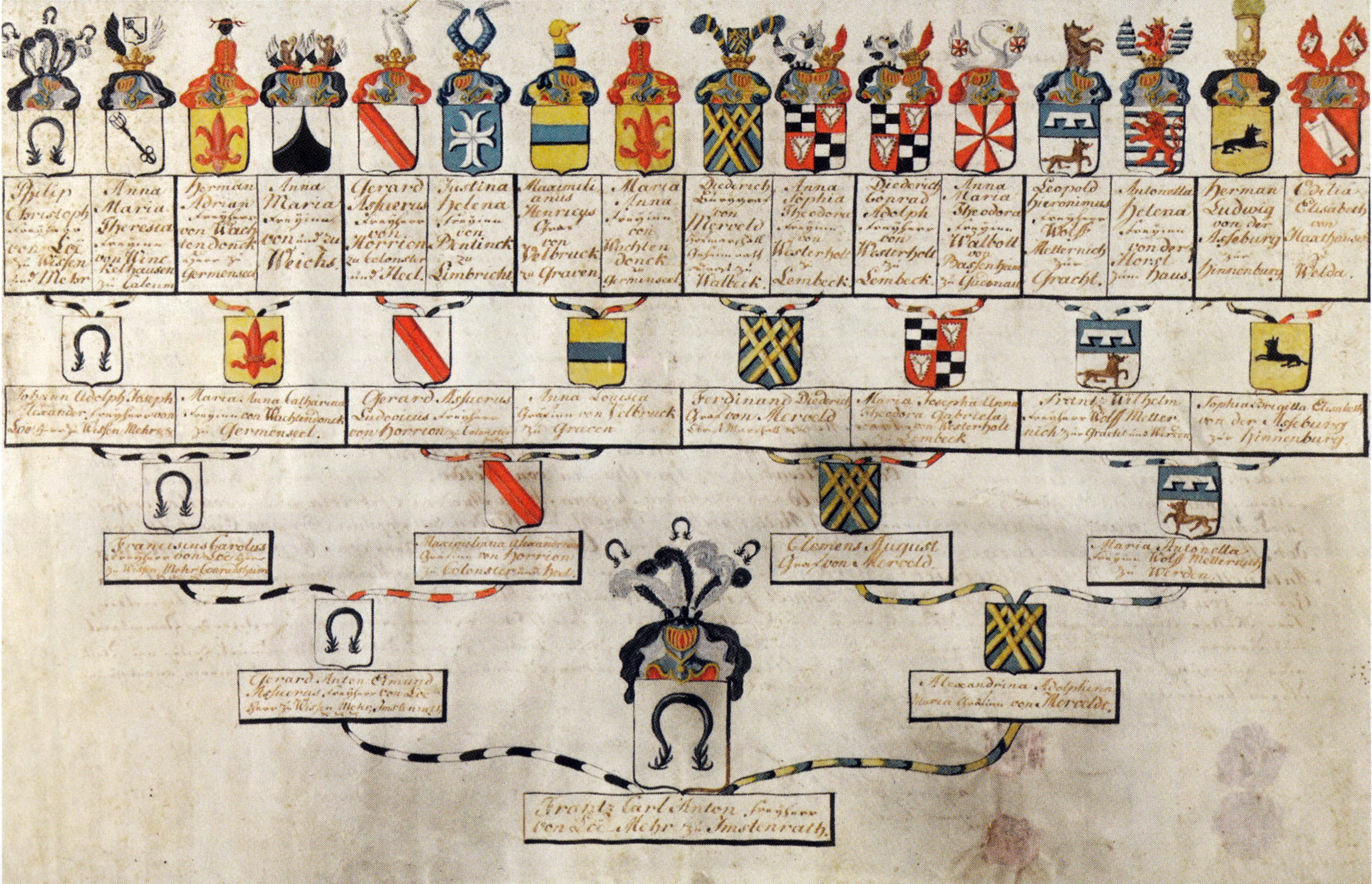
Kwartierstaat van F.C.A. baron von Loë-Imstenraedt, geattesteerd te Düsseldorf in 1818 door vier leden van de voormalige Guliks-Bergse ridderschap (collectie: familiearchief De Loë-Imstenraedt, Kasteel van Mheer)

## Familie
Frans de Loë-Imstenraedt werd geboren in 1789 op het kasteel van Mheer, destijds gelegen in de Landen van Overmaas, Oostenrijkse partage (thans in Nederlands-Limburg). Zijn ouders, Gerhard Anton Edmond Assuerus Clemens August des H.R.Rijksbaron von Loë-Imstenraedt (1749-1813), en Marie Alexandrine Maximilienne Adolphine des H.R.Rijksgravin von Merveldt (1766-1812), trouwden in 1783. Op 1 mei 1817 hertrouwde hij met Marie Constance des H.R.Rijksgravin de Marchant et d'Ansembourg (1788-1873); zij werden de stamouders van de Nederlandse adellijke tak van het geslacht. Edmond Assuerus kreeg van diens vader Frans Charles Christoph, die nog in het stamslot in Wissen woonde, het kasteel van Mheer als huwelijksgeschenk. Een jaar voordien had deze Frans Charles Christoph de tiendrechten over de parochie Mheer gekocht van de Oostenrijkse regering.

## Loopbaan
Vader Edmond Assuerus de Loë-Imstenraedt was, na aanvankelijk majoor in Pruisische dienst te zijn geweest, senator van het Franse Keizerrijk geworden en werd zelfs onder Napoleon tot graaf benoemd (na Waterloo schijnt de familie geen prijs meer te hebben gesteld op deze graventitel). Frans Charles Antoine begon zijn carrière dus onder het Napoleontische vaandel. Net als zijn broers kreeg hij zijn officiersopleiding aan de militaire academies van Fontainebleau en Saint-Germain-en-Laye. Al vanaf zijn zestiende diende hij in het Franse leger. Hij nam deel aan veldtochten naar onder andere Duitsland en Spanje. In 1814, toen duidelijk was dat de macht van Napoleon was gebroken, trad hij in Pruisische dienst en stond hij aldus tijdens de Slag bij Waterloo aan de winnende kant. Van maarschalk Von Blücher, een van de helden van Waterloo, ontving hij een lovend attest.
De Loë werd in 1816 benoemd in de ridderschap van Limburg met de titel van baron (van toepassing op alle afstammelingen). Van 1820 tot 1830 was hij lid van Provinciale Staten van Limburg. Al vóór 1830 viel hij op door zijn oppositie tegen de Nederlandse regering. Het wekt dan ook geen verwondering dat hij in 1830 de zijde koos van de Belgische revolutionairen. Bij de belegering van zijn kasteel te Mheer sneuvelde een Hollandse soldaat, waarop De Loë naar Luik vluchtte, waar hij in het Hôtel d'Ansembourg verbleef. Hij werd verkozen als lid van het Nationaal Congres, maar nam die functie niet aan. Door het Voorlopig Bewind werd hij benoemd tot gouverneur van Limburg, een functie die hij slechts korte tijd bekleedde, van 16 oktober 1830 tot 23 maart 1831. Hij zetelde in de Belgische Senaat in 1831-1832 voor het arrondissement Maastricht en in 1834-1835 voor het arrondissement Borgworm. Tussen de beide parlementaire mandaten was hij gevolmachtigd minister van het nieuwe koninkrijk in Wenen.
Hij stierf in 1838 op het kasteel waar hij ook was geboren. Bij de definitieve afscheiding van België in 1839, één jaar na zijn dood, werd de provincie Limburg in twee delen gesplitst, met de Maas als grensrivier. Oostelijk Limburg (waaronder Mheer) werd weer Nederlands.
Ondanks Waterloo behield hij een voorliefde voor Napoleon, aangezien hij zijn enige zoon Otto Napoleon Maximiliaan Hubertus Maria (1821-1897) noemde.
Hij werd ridder in de Leopoldsorde en officier van het Legioen van Eer.

## Betekenis voor Mheer
Naast zijn regionale en nationale loopbaan, was hij ook lokaal actief.  Hij werd burgemeester van Mheer in 1832 en vervulde dit mandaat tot aan zijn dood. Hij was toen ook al enkele jaren lokaal actief.
In 1821 was hij nauw betrokken bij de oprichting van de oudste harmonie van Nederland en werd de eerste beschermheer van St.-Cecilia Mheer.
In 1825 schoot hij de hoofdvogel af en was dat jaar koning van de Mheerder schutterij. Net als elke koning liet hij een zilveren koningsschild maken (het grootste uit de collectie), met de inscriptie "B. D. L." (Baron De Loë).